# 20272 Дуйга
20272 Дуйга (20272 Duyha) — астероїд головного поясу, відкритий 20 березня 1998 року.
Тіссеранів параметр щодо Юпітера — 3,562.